# ورزش و مردم
ورزش و مردم نام یکی از قدیمی‌ترین برنامه‌های هفتگی صدا و سیما است که هم‌اکنون به تهیه‌کنندگی و مجری‌گری پیمان یوسفی پخش می‌شود. این برنامه سال‌ها با تهیه‌کنندگی و اجرای بهرام شفیع پخش می‌شد. ورزش و مردم هر هفته جمعه‌ها از ساعت ۱۱:۴۵ تا ۱۴:۰۰ از شبکه یک پخش می‌شود.

## تاریخچه
این برنامه در اسفند سال ۱۳۵۸، با شکل‌گیری گروه ورزش شبکهٔ یک و با همکاری جواد متقی، مجید وارث و وارطان آنتانسیان و ناصر پزشکی راه‌اندازی شد و یک‌شنبه شب‌ها از این شبکه پخش می‌شد. در ابتدا مجید وارث مجری برنامه بود، اما از سال ۱۳۶۳ بهرام شفیع این کار را برعهده گرفت که تا زمان درگذشت وی نیز ادامه یافت.
نام برنامه نیز، توسط وارطان آنتانسیان انتخاب شد که در ابتدا، کارگردان اصلی برنامه بود.
پس از درگذشت بهرام شفیع، پیمان یوسفی مجری و تهیه‌کننده برنامه شد.

## تغییرات
در پی برنامه جنجالی برنامهٔ دیدار در وقت اضافه و تعطیلی آن، پس از مدتی پخش برنامهٔ ورزش و مردم از یک‌شنبه شب‌ها به صبح جمعه‌ها منتقل شد. به این ترتیب مخاطبان برنامه که اغلب دانش‌آموز، دانشجو یا کارمند هستند و صبح‌ها باید سر کار خود بروند، مجبور نبودند تا پاسی از شب به تماشای برنامه بنشینند و در پی آن مخاطبان برنامه دوباره افزایش یافت.
ورزش و مردم، چندسالی است که جوان‌سازی و تغییرات را به منظور راضی ساختن مخاطبان، در دستور کار خود قرار داده است و به همین جهت از گزارشگران جوان، تحلیل‌های رایانه‌ای و گزارش‌های حاشیه‌ای در برنامه بهره می‌گیرد.

## ساختار
ورزش و مردم یک برنامهٔ تولیدی است که به صورت زنده به روی آنتن می‌رود و سعی می‌کند به ورزش‌های گوناگون بپردازد. در این میان ورزش‌هایی مانند فوتبال، کشتی، بسکتبال و والیبال به علت گرایش مردم به آن‌ها جایگاه ویژه‌ای دارند.
در این برنامه قسمت‌های گوناگونی مانند گفت و گو با میهمانان، گزارش و پخش بازی‌های انجام شده وجود دارد.
در برنامه سعی می‌شود افراد در فضایی دوستانه با هم به بحث بپردازند و انتقاد کنند و از جنجال پرهیز می‌شود.

## دیرپایی
این برنامه قدیمی‌ترین برنامه تولیدی سازمان صدا و سیما و از معدود برنامه‌های هفتگی و قدیمی جهان است که از سال ۵۸ به‌طور مرتب پخش می‌شود، هرچند گاهی و به دلایل گوناگون با تاخیرهای چند هفته‌ای همراه بوده است. با پخش برنامهٔ ورزش و مردم، در دهه ۶۰ شبکه یک تنها شبکه‌ای بود که برنامهٔ ورزشی داشت.
بهرام شفیع یکی از علل دیرپایی برنامه را وجود بنیان‌گذاران و چهره‌های خوبی می‌دانست که با علاقه به ورزش و عشق به مردم، آن را پایه‌ریزی کردند. وی هم‌چنین گفته بود:
ورزش و مردم برای شبکهٔ اول یک تاریخ است
با توجه به قدمت ورزش و مردم، افراد گوناگونی در آن به فعالیت پرداخته‌اند که از جملهٔ آن‌ها می‌توان بیژن خراسانی، حسن فتحی و محمد بزرگ‌نیا را نام برد. هم‌چنین افرادی چون عادل فردوسی‌پور، جواد خیابانی و مزدک میرزایی، به نوعی کار خود را با این برنامه آغاز کرده‌اند. از دیگر گویندگان این برنامه در بخش تحلیلی و خبری سبحان اکرامی می‌باشد.

## جایگاه
در سال‌هایی که این برنامه تنها برنامهٔ ورزشی تلویزیون بود، مورد استقبال زیاد مردم قرار گرفته بود و تأثیر زیادی بر روی جامعهٔ ورزشی ایران داشت. اما با گذشت زمان و شکل‌گیری برنامه‌های ورزشی در دیگر شبکه‌ها این تأثیرگذاری کم‌رنگ شد، هرچند امروزه نیز گرایش زیادی به برنامهٔ ورزش و مردم وجود دارد و برخی برنامه‌های آن نیز با حضور میهمانان، نقل‌های گوناگونی در محافل ورزشی به راه می‌اندازد.

## انتقادها
با شکل‌گیری برنامه‌های گوناگون ورزشی و شیوه‌های متفاوت اجرا برای جذب مخاطب، ورزش و مردم که به همان روش همیشگی برنامهٔ خود را ادامه می‌داد، به عدم جذابیت و پرهیز از انتقاد متهم شد. اما بهرام شفیع می‌گفت: «این برنامه قصد استفاده از انتقاد برای خودنمایی را ندارد و به وقت خود و با نرمی انتقاد را برای حل مشکلات مطرح می‌کند.»